# Жижин (гмина)
Жижин (пол. Żyrzyn) — сельская гмина (волость) в Польше, входит как административная единица в Пулавский повет, Люблинское воеводство. Население — 6599 человек (на 2004 год).

## Сельские округа
1. Балтув
2. Борысув
3. Цезарын
4. Яворув
5. Космин
6. Котлины
7. Осины
8. Парафянка
9. Скрудки
10. Стшижовице
11. Вильчанка
12. Воля-Осиньска
13. Загроды
14. Жердзь
15. Жижин

## Соседние гмины
1. Гмина Абрамув
2. Гмина Баранув
3. Гмина Коньсковоля
4. Гмина Курув
5. Гмина Пулавы
6. Пулавы
7. Гмина Рыки
8. Гмина Уленж